# Plexippoides szechuanensis
Plexippoides szechuanensis là một loài nhện trong họ Salticidae.
Loài này thuộc chi Plexippoides. Plexippoides szechuanensis được Dmitri Viktorovich Logunov miêu tả năm 1993.